# New Basket ’92 Oberhausen
New Basket Oberhausen (NBO) ist ein Basketballverein aus Oberhausen.
Der Verein wurde 1992 gegründet, als sich auf Grund konzeptioneller Differenzen maßgebliche Teile des Jugendbereiches und mehrere Mannschaften vom damaligen Bundesligisten COBG Oberhausen trennten. Innerhalb eines Jahrzehnts schaffte die erste Damenmannschaft den Weg von der Kreisklasse bis in die 1. Damen-Basketball-Bundesliga, wo sie erstmals in der Saison 2002/03 antrat.
Das Team verbrachte 14 Jahre in Folge in der höchsten Spielklasse und wurde in dieser Zeit zwei Mal Deutscher Vizemeister (Spielzeiten 2004/05 und 2013/14). Im Pokal erreichte NBO bisher fünf Mal die Runde der Final Four und ging im März 2012 erstmals als Sieger aus diesem Wettbewerb hervor. Im Folgejahr scheiterte das Team beim Versuch der Titelverteidigung erst im Finale gegen den USC Freiburg.
Am Ende der Saison 2014/15 hätte der elfte Tabellenplatz den sportlichen Abstieg bedeutet, aufgrund des Rückzugs der Rhein-Main Baskets konnte NBO jedoch erstklassig bleiben. Nachdem die Mannschaft ein Jahr später wieder auf einem Abstiegsplatz landete, gab der Verein bekannt, unter dem Motto „back to the roots“ einen Neuanfang in der Regionalliga zu planen. Nach zwei Spielzeiten in der Regionalliga West stieg NBO in die Oberliga 1 ab, konnte jedoch als Zweiter der Saison 2018/19 wieder aufsteigen, da unter den drei Bestplatzierten der westfälischen Oberliga kein Aufsteiger zu finden war. In der Spielzeit 2023/24 gewann NBO am letzten Spieltag den Meistertitel der Regionalliga und damit den Wiederaufstieg in die 2. Damen-Basketball-Bundesliga (Staffel Nord). Dort erreichte das Team in der Saison 2024/25 den 10. Platz und musste in die Play-downs, wo der Klassenerhalt erst im letzten Spiel gegen den TSVE Bielefeld mit 88:87 nach drei Verlängerungen gesichert werden konnte.

## Trainer
Als Trainerin fungierte während der ersten zwei Jahrzehnte mit nur wenigen Unterbrechungen die Oberhausenerin Julia Gajewski. Sie und ihr langjähriger Partner auf der Bank John F. Bruhnke wurden 2005 von der DBBL als beste Trainer ausgezeichnet. Als Gajewski im April 2012 erklärte, künftig nicht mehr für diese Aufgabe zur Verfügung zu stehen, verpflichtete der Verein Predrag Lukic (zuvor ChemCats Chemnitz) als Nachfolger, trennte sich jedoch im November 2012 nach acht Meisterschaftsniederlagen in Folge wieder von ihm. Während im Anschluss vorübergehend Stefanie Richter, die ehemalige Spielerin und Trainerin der Zweiten Mannschaft, das Team betreute, fungierte seit Beginn des Jahres 2013 bis zum Ende der Saison 2013/14 Katja Zberch als Übungsleiterin. Ihr folgte Stefan Mienack als hauptamtlicher Coach; Katja Zberch, die von der DBBL noch als „Trainerin des Jahres“ geehrt wurde, rückte aus beruflichen Gründen ins zweite Glied. Nach einer Reihe von sieglosen Spielen trennte sich NBO am 26. Januar 2015 von Mienack und teilte am folgenden Tag mit, dass Zberch wieder als Trainerin der Ersten Mannschaft fungierte. Zum Saisonende erklärte Zberch ihren endgültigen Rücktritt und der Verein präsentierte Ende April 2015 nach dem Erhalt der Erstligazugehörigkeit am „Grünen Tisch“ den Niederländer Wim van Ek als neuen Headcoach. Dieser bat jedoch am 19. Oktober 2015 um Auflösung des Vertrages, nachdem die ersten fünf Spiele der Saison 2015/16 verloren gegangen waren. Als Interimscoach fungierte der Teammanager Henry Canton und führte das Team zu seinen ersten Pflichtspiel-Siegen der laufenden Saison, bevor Anfang November Ondrej Sykora als neuer Trainer vorgestellt wurde. Nach dem Rückzug in die Regionalliga übernahm Henry Canton wieder den Trainerposten. Auf ihn folgte das aktuelle Trainerduo Ralf Weßlowski und Nicole Telke.

## Spielstätten
Mit dem Beginn der Spielzeit 2009/10 verlegte NBO den Austragungsort der Bundesliga-Meisterschaftsspiele von der Sporthalle Ost im Stadtteil Schlad in die größere und besser ausgestattete Willy-Jürissen-Halle im Süden des Oberhausener Zentrums. In der Sporthalle Ost fand weiterhin das Training und der Spielbetrieb der zahlreichen Jugendmannschaften statt; auch die Geschäftsstelle des Vereins hat dort ihren Sitz. Zur Saison 2016/17 kehrte die Erste Mannschaft in die Halle Ost zurück.

## Mannschaften
Der Verein unterhält derzeit drei Damen- und sechs weibliche Jugendmannschaften. Im Jugendbereich konnte NBO seit seiner Gründung sieben deutsche und 19 westdeutsche Meisterschaften gewinnen. Die für NBO startende Ü35 wurde von 2011 bis 2015 fünf Mal in Folge Deutscher Meister in dieser Altersklasse. Im Jahr 2019 konnte der Ü35-Meistertitel noch einmal errungen werden.

## Bundesliga-Kader 2015/16
| Nr. | Name             | Nationalität       | Position | Geburtsdatum | Größe  |
| --- | ---------------- | ------------------ | -------- | ------------ | ------ |
| 1   | Ronja Spießbach  | Deutschland        | Guard    |              | 1,70 m |
| 4   | Jylisa Williams  | Vereinigte Staaten |          |              | 1,76 m |
| 5   | Ance Aizsila     | Lettland           |          |              |        |
| 10  | Ramona Tews      | Deutschland        | Guard    | 26.06.1992   | 1,72 m |
| 11  | Jenny Menz       | Deutschland        | Forward  | 17.11.1991   | 1,84 m |
| 12  | Nicole Maticka   | Slowenien          |          |              | 1,92 m |
| 15  | Kathrin Schlatt  | Deutschland        |          |              | 1,74 m |
| 20  | Aline Stiller    | Deutschland        | Forward  | 15.05.1994   | 1,84 m |
| 24  | Chassidy Fussell | Vereinigte Staaten | Guard    |              |        |
| 42  | Melissa Williams | Vereinigte Staaten |          |              | 1,85 m |

- Im Spiel gegen den TSV Wasserburg am 19. Dezember 2015 wurden zusätzlich Renée Höfels und Cindy Schönherr aus der Zweiten Mannschaft eingesetzt. 2016 kam außerdem Sarah Zierhut bei fünf Spielen zum Einsatz.
- Trainer: Wim van Ek (bis 19. Oktober 2015), Ondrej Sykora (seit dem 1. November 2015)

## Bundesliga-Kader 2014/15
| Nr. | Name               | Nationalität       | Position | Geburtsdatum | Größe  |
| --- | ------------------ | ------------------ | -------- | ------------ | ------ |
| 1   | Ronja Spießbach    | Deutschland        | Guard    |              | 1,70 m |
| 3   | Amber Stokes       | Vereinigte Staaten | Guard    |              | 1,78 m |
| 4   | Lea Mersch         | Deutschland        | Guard    | 28.09.1987   | 1,70 m |
| 7   | Iva Grbas          | Kroatien           | Center   |              | 1,88 m |
| 9   | Isabell Meinhart   | Deutschland        | Forward  | 11.07.1994   | 1,78 m |
| 10  | Ramona Tews        | Deutschland        | Guard    | 26.06.1992   | 1,72 m |
| 11  | Jenny Menz         | Deutschland        | Forward  | 17.11.1991   | 1,84 m |
| 13  | Christina Krick    | Deutschland        | Guard    | 19.04.1991   | 1,69 m |
| 15  | Helena Dahlem      | Deutschland        | Forward  |              | 1,84 m |
| 20  | Aline Stiller      | Deutschland        | Forward  | 15.05.1994   | 1,84 m |
| 21  | Leonie Schiermeyer | Deutschland        | Guard    | 29.01.1997   | 1,75 m |
| 25  | Sandrine Gries     | Deutschland        | Forward  | 02.05.1997   | 1,77 m |
| 32  | Cortisha Hill      | Vereinigte Staaten | Center   |              | 1,90 m |
| 33  | Monique Reid       | Vereinigte Staaten | Forward  | 26.03.1990   | 1,85 m |

- Trainer: Stefan Mienack (bis 26. Januar 2015), Katja Zberch (ab dem 27. Januar 2015)

## Bundesliga-Kader 2013/14
| Nr. | Name            | Nationalität       | Position | Geburtsdatum | Größe  |
| --- | --------------- | ------------------ | -------- | ------------ | ------ |
| 4   | Lea Mersch      | Deutschland        | Guard    | 28.09.1987   | 1,70 m |
| 5   | Sarah Zierhut 1 | Deutschland        | Forward  | 31.01.1985   | 1,80 m |
| 6   | Birte Thimm     | Deutschland        | Forward  | 06.03.1987   | 1,80 m |
| 7   | Leonie Prudent  | Deutschland        | Forward  | 21.04.1989   | 1,81 m |
| 8   | Sharon Beld     | Niederlande        | Forward  | 19.08.1988   | 1,88 m |
| 9   | Julia Simonis   | Deutschland        | Forward  | 26.08.1989   | 1,79 m |
| 10  | Ramona Tews     | Deutschland        | Center   | 26.06.1992   | 1,74 m |
| 13  | Christina Krick | Deutschland        | Guard    | 19.04.1991   | 1,69 m |
| 14  | Helena Dahlem   | Deutschland        | Guard    |              | 1,85 m |
| 15  | Renée Höfels    | Deutschland        | Guard    | 23.05.1992   | 1,70 m |
| 16  | Alissa Pierce 3 | Vereinigte Staaten | Guard    | 30.06.1986   | 1,82 m |
| 18  | Kelli Riles 2   | Vereinigte Staaten | Forward  |              | 1,83 m |
| 21  | Marie Gülich    | Deutschland        | Forward  | 28.05.1994   | 1,94 m |
| 22  | Valerie Nainima | Fidschi            | Guard    | 26.06.1986   | 1,65 m |
| 33  | Monique Reid 3  | Vereinigte Staaten | Forward  | 26.03.1990   |        |

- Trainerin: Katja Zberch

## Bundesliga-Kader 2012/13
| Nr. | Name                            | Nationalität       | Position | Geburtsdatum | Größe  |
| --- | ------------------------------- | ------------------ | -------- | ------------ | ------ |
| 4   | Valerie Nainima                 | Fidschi            | Guard    | 26.06.1986   | 1,65 m |
| 5   | Sarah Zierhut (geb. Austmann) 1 | Deutschland        | Forward  | 31.01.1985   | 1,80 m |
| 5   | Markeshia Antonet Grant 1       | Vereinigte Staaten | Forward  |              | 1,67 m |
| 6   | Birte Thimm                     | Deutschland        | Forward  | 06.03.1987   | 1,80 m |
| 7   | Leonie Prudent                  | Deutschland        | Forward  | 21.04.1989   | 1,81 m |
| 8   | Sharon Beld                     | Niederlande        | Forward  | 19.08.1988   | 1,88 m |
| 9   | Julia Simonis                   | Deutschland        | Forward  | 26.08.1989   | 1,79 m |
| 10  | Ramona Tews                     | Deutschland        | Center   | 26.06.1992   | 1,74 m |
| 11  | Katsiaryna (Katja) Zberch 2     | Belarus            | Center   | 23.06.1978   | 1,88 m |
| 13  | Christina Krick                 | Deutschland        | Guard    | 19.04.1991   | 1,69 m |
| 15  | Renée Höfels                    | Deutschland        | Guard    | 23.05.1992   | 1,70 m |
| 31  | Carla Katharina Bellscheidt 3   | Deutschland        | Forward  | 13.01.1994   | 1,81 m |
| 45  | Chanita Marie Jordan            | Vereinigte Staaten | Center   | 09.10.1987   | 1,96 m |

- Trainer: Predrag Lukic (bis 27. November 2012), Stefanie Richter (bis Ende 2012), Katja Zberch (ab 1. Januar 2013)

## Bundesliga-Kader 2011/12
| Nr. | Name                | Nationalität       | Position | Geburtsdatum | Größe  |
| --- | ------------------- | ------------------ | -------- | ------------ | ------ |
| 4   | Lea Thiel 1         | Deutschland        | Guard    | 10.02.1988   | 1,70 m |
| 5   | Sarah Austmann      | Deutschland        | Forward  | 31.01.1985   | 1,80 m |
| 6   | Birte Thimm         | Deutschland        | Forward  | 06.03.1987   | 1,80 m |
| 7   | Leonie Prudent      | Deutschland        | Forward  | 21.04.1989   | 1,81 m |
| 8   | Sharon Beld         | Niederlande        | Forward  | 19.08.1988   | 1,88 m |
| 9   | Julia Simonis       | Deutschland        | Forward  | 26.08.1989   | 1,79 m |
| 10  | Valerie Nainima     | Fidschi            | Guard    | 26.06.1986   | 1,65 m |
| 11  | Christina Krick     | Deutschland        | Guard    | 19.04.1991   | 1,69 m |
| 12  | Carla Bellscheidt   | Deutschland        | Forward  | 13.01.1994   | 1,81 m |
| 14  | Jania R. Sims       | Vereinigte Staaten | Guard    | 10.05.1988   | 1,70 m |
| 15  | Renée Höfels        | Deutschland        | Guard    | 23.05.1992   | 1,70 m |
| 17  | Hannah Wischnietzki | Deutschland        | Guard    | 31.03.1994   | 1,69 m |
| 21  | Jennifer Bender     | Vereinigte Staaten | Center   | 26.09.1987   | 1,85 m |
| 22  | Whitney E. Jones    | Vereinigte Staaten | Center   | 24.05.1987   | 1,87 m |

- Trainerin: Julia Gajewski

## Bundesliga-Kader 2010/11
| Nr. | Name                                  | Nationalität       | Position        | Geburtsdatum | Größe  |
| --- | ------------------------------------- | ------------------ | --------------- | ------------ | ------ |
| 4   | Lea Mersch                            | Deutschland        | Guard           | 28.09.1987   | 1,70 m |
| 5   | Sarah Austmann                        | Deutschland        | Guard, Forward  | 31.01.1985   | 1,80 m |
| 6   | Birte Thimm                           | Deutschland        | Forward         | 06.03.1987   | 1,80 m |
| 7   | Jessica Feike                         | Deutschland        | Forward, Center | 07.01.1986   | 1,81 m |
| 9   | Leonie Prudent                        | Deutschland        | Forward         | 21.04.1989   | 1,81 m |
| 10  | Katsiaryna (Katja) Zberch             | Belarus            | Center          | 23.06.1978   | 1,88 m |
| 12  | Wiebke Bruns                          | Deutschland        | Forward         | 19.12.1990   | 1,75 m |
| 13  | Désire Almind                         | Vereinigte Staaten | Forward         | 13.07.1982   | 1,75 m |
| 14  | Sonja Greinacher                      | Deutschland        | Center          | 01.07.1992   | 1,80 m |
| 15  | Kathleen Patricia (Katie) Snodgrass 1 | Vereinigte Staaten | Guard           | 10.11.1982   | 1,75 m |
| 17  | Ramona Tews                           | Deutschland        | Center          | 26.06.1992   | 1,74 m |
| 21  | Jennifer Bender                       | Vereinigte Staaten | Forward         | 26.09.1987   | 1,85 m |
| 23  | Melissa Lechlitner 1                  | Vereinigte Staaten | Guard           | 24.01.1988   | 1,70 m |

- Trainerin: Julia Gajewski

## Bundesliga-Kader 2009/10
| Nr. | Name                        | Nationalität       | Position        | Geburtsdatum | Größe  |
| --- | --------------------------- | ------------------ | --------------- | ------------ | ------ |
| 3   | Mandy Hänel                 | Deutschland        | Guard           | 03.04.1986   | 1,70 m |
| 4   | Lea Mersch                  | Deutschland        | Guard           | 28.09.1987   | 1,70 m |
| 5   | Sarah Austmann              | Deutschland        | Guard, Forward  | 31.01.1985   | 1,80 m |
| 6   | Birte Thimm                 | Deutschland        | Forward         | 06.03.1987   | 1,80 m |
| 7   | Jessica Feike               | Deutschland        | Forward, Center | 07.01.1986   | 1,81 m |
| 9   | Pia Schiffer                | Deutschland        | Center          | 16.12.1986   | 1,82 m |
| 10  | Carla Katharina Bellscheidt | Deutschland        |                 | 13.01.1994   | 1,81 m |
| 11  | Leonie Bleker               | Deutschland        | Center          | 29.10.1990   | 1,90 m |
| 12  | Wiebke Bruns                | Deutschland        | Forward         | 19.12.1990   | 1,75 m |
| 13  | Désire Almind 1             | Vereinigte Staaten | Forward         | 13.07.1982   | 1,75 m |
| 14  | Sonja Greinacher            | Deutschland        | Center          | 01.07.1992   | 1,80 m |
| 20  | Jacqueline Adamshick        | Vereinigte Staaten | Center, Forward | 15.03.1984   | 1,83 m |
| 44  | Angela Hartill              | Vereinigte Staaten | Center          | 01.12.1986   | 1,90 m |

- Trainerin: Julia Gajewski

## Bundesliga-Kader 2008/09
| Nr. | Name                           | Nationalität       | Position       | Geburtsdatum | Größe  |
| --- | ------------------------------ | ------------------ | -------------- | ------------ | ------ |
| 3   | Mandy Hänel                    | Deutschland        | Guard          | 03.04.1986   | 1,70 m |
| 4   | Lea Mersch                     | Deutschland        | Guard          | 28.09.1987   | 1,68 m |
| 5   | Sarah Austmann                 | Deutschland        | Guard          | 31.01.1985   | 1,80 m |
| 6   | Birte Thimm                    | Deutschland        | Forward        | 06.03.1987   | 1,80 m |
| 7   | Jessica Feike                  | Deutschland        | Center         | 07.01.1986   | 1,84 m |
| 8   | Heather Ernest                 | Vereinigte Staaten | Center         | 09.11.1981   | 1,86 m |
| 9   | Pia Schiffer                   | Deutschland        | Center         | 16.12.1986   | 1,81 m |
| 10  | Vera Jaecker 1                 | Deutschland        | Guard, Forward | 09.10.1984   | 1,74 m |
| 11  | Dorothea Richter 1             | Deutschland        | Guard, Forward | 25.04.1983   | 1,78 m |
| 12  | Wiebke Bruns                   | Deutschland        | Forward        | 19.12.1990   | 1,76 m |
| 13  | Nora Büschemann                | Deutschland        | Guard, Forward | 13.11.1989   | 1,76 m |
| 14  | Bracey Barker                  | Vereinigte Staaten | Center         | 27.06.1985   | 1,80 m |
| 15  | Petra Gläser                   | Deutschland        | Center         | 05.10.1981   | 1,96 m |
| 17  | Nicole Ann („Nikki“) Johnson 2 | Kanada             | Guard          | 26.06.1975   | 1,80 m |
| 21  | Carolin Kordel                 | Deutschland        | Forward        | 27.08.1984   | 1,82 m |

- Trainer: Julia Gajewski, John F. Bruhnke

## Bekannte ehemalige Spielerinnen
- Marlies Askamp
- Corry Berger
- Sonja Greinacher
- Ute Krätschmann
- Sophie von Saldern